# Thorvald Asvaldsson
Thorvald (Þorvaldur) Asvaldsson war Sohn von Ásvald Úlfsson, Vater von Erik dem Roten und Großvater von Leif Eriksson. Er wurde in Norwegen bei Stavanger geboren, verbrachte allerdings die Zeit der Herrschaft von Harald I. im Exil und wurde um 970 vom Thing wegen eines Mordes im Holmgang  nach Island verbannt. Dort bezog er einen Hof an den Hornstranden an der Nordostspitze der Westfjorde, er starb aber schon kurz nach der Ankunft.